# Gardner Dozois
Gardner Raymond Dozois (23 de julho de 1947 – 27 de maio de 2018) foi um autor de ficção científica norte-americano.
Foi o fundador e editor do Melhores Do Ano de Ficção científica antologias (1984–2018) e foi editor da revista Asimov Ficção científica (1984-2004), ganhando vários prêmios.